# تكلم أثناء النوم
التكلم في النوم هو التحدث الذي يشير إلى خطل نومي للتحدث بصوت عال في النوم يمكن أن يكون مرتفعا للغاية، بدءا من أصوات بسيطة لخطب طويلة، ويمكن أن تحدث عدة مرات خلال النوم. المستمعين قد تكون أو قد نكون قادرين على فهم ما يقوله الشخص.

## اسباب التحدث في النوم
التحدث في النوم يحدث عادة خلال الآثارات انتقالية من النوم (إن آر إى إم)، وهو عندما يكون الجسم لا يتحرك بسلاسة من مرحلة واحدة في النوم (إن آر إى إم) إلى آخر، وتصبح جزئيا أنها أثارات من النوم. كذلك فإنه يمكن أيضا أن تحدث أثناء النوم حركة العين السريعة في الوقت الذي كان يمثل طفرة المحرك من خطاب الحلم، وتحدثت الكلمات المنطوقة في المنام بصوت عال.
يمكن أن تحدث بنفسها أو كنمط من أنماط أخرى مثل اضطراب النوم :
- اضطراب سلوك الحركة السريعة العين (RBD)
- النوم بصوت عال، عاطفية أو تدنيس للتحدث
- ليلة الرعب
- الخوف الشديد والصراخ والصياح
- النوم واضطرابات الأكل ذات الصلة (SRED)

النوم والتحدث هو شائع جدا، والتي أعلن عنها في 50 ٪ من الأطفال الصغار، ومعظمهم من تعدى سن البلوغ من قبل، على الرغم من أنها قد تستمر حتى سن البلوغ (حوالي 4 ٪ من البالغين وتفيد التقارير أن الحديث في نومهم). يبدو لتشغيل في الأسر. يمكن أن تكون مرتبطة بالنوم الحديث مع الحمى.
النوم والتحدث في حد ذاته غير مؤذية، إلا أنه يمكن أن يستيقظ الآخرين وتسبب لهم الذعر، خصوصا عندما يساء تفسيرها على أنها كلمة واعية من قبل المراقب. إذا كان النوم هو للتحدث درامية وعاطفية، أو تدنيس قد يكون علامة على اضطراب النوم آخر (انظر أعلاه). يمكن رصده من النوم للتحدث من قبل شريك أو باستخدام جهاز تسجيل صوتي؛ الأجهزة التي تبقى عاطلة حتى الكشف عن الموجات الصوتية هي مثالية لهذا الغرض. تخطيط النوم يظهر نوبات النوم التحدث التي يمكن أن تحدث في أي مرحلة من النوم